# Farming (película)
Farming es una película drama realizada en 2018 y estrenada el 11 de octubre de 2019 en Reino Unido y Nigeria, escrita y dirigida por Adewale Akinnuoye-Agbaje. Encabezan el reparto Damson Idris, Kate Beckinsale, John Dagleish y Gugu Mbatha-Raw.

## Argumento
Enitan (Damson Idris) es un chico de Nigeria que de bebé es cedido por sus padres a una familia blanca de Reino Unido para que tenga una vida mejor que la que pueden ofrecerle. Una vez allí, es tratado muy mal por algunas personas, empieza a perderse, a no identificarse con nada, y su necesidad de aceptación, de tener una identidad, hace que incluso se meta en una banda de skinheads racistas. No se cree blanco, pero tiene todas las características de un skinhead y se acaba convirtiendo en uno de los más agresivos.
En este filme supuestamente se relata la historia de Adewale Akinnuoye-Agbaje, quien también dirige e interpreta al padre del protagonista, mostrando así uno de los muchos casos que dieron lugar al fenómeno de la cosecha, también conocido como "Farming", en Inglaterra, teniendo gran auge entre los años 60 y 80.

## Reparto[1]
- Damson Idris como Enitan "Emi".
- Adewale Akinnuoye-Agbaje como Femi.
- Kate Beckinsale como Ingrid Carpenter.
- Gugu Mbatha-Raw como Srta. Dapo.
- John Dagleish como Levi.
- Genevieve Nnaji como Tolu.
- Lee Ross como Jack.
- Jaime Winstone como Lynn.
- Ann Mitchell como Hilda.
- Theo Barklem-Biggs como Scum.
- Cosmo Jarvis como Jonesy.
- James Eeles como Fathead.
- Tom Canton como Bomber.
- Zephan Hanson Amissah como Enitan de niño.
- Leke Adebayo como Alahgi.
- Michael Akinsulire como maestro nigeriano.